# Кенія на літніх Олімпійських іграх 1996
Кенія на літніх Олімпійських іграх 1996 року в Атланті була представлена 52 спортсменами (42 чоловіками та 10 жінками) у 5 видах спорту: легка атлетика, стрільба з лука, бокс, стрільба та важка атлетика. Прапороносцем на церемонії відкриття Олімпійських ігор був бігун Пол Тергат.
Країна вдев'яте брала участь у літніх Олімпійських іграх. Кенійські олімпійці здобули 8 медалей — одну золоту, чотири срібних та три бронзових. У неофіційному заліку Кенія зайняла 38 загальнокомандне місце.

## Медалісти
| Медаль | Спортсмен       | Вид спорту     | Дисципліна                     |
| ------ | --------------- | -------------- | ------------------------------ |
| Золото | Джозеф Кетер    | Легка атлетика | 3000 м з перешкодами, чоловіки |
| Срібло | Полін Конга     | Легка атлетика | 5000 м, жінки                  |
| Срібло | Пол Тергат      | Легка атлетика | 10000 м, чоловіки              |
| Срібло | Мозес Кіптануї  | Легка атлетика | 3000 м з перешкодами, чоловіки |
| Срібло | Пол Біток       | Легка атлетика | 5000 м, чоловіки               |
| Бронза | Фредерік Онянча | Легка атлетика | 800 м, чоловіки                |
| Бронза | Стівен Кіпкорір | Легка атлетика | 1500 м, чоловіки               |
| Бронза | Ерік Вайнайна   | Легка атлетика | марафон, чоловіки              |

## Бокс
| Спортсмен     | Категорія  | 1/32                        | 1/16                         | Чвертьфінал        | Півфінал           | Фінал              |            |
| Спортсмен     | Категорія  | Суперник Результат          | Суперник Результат           | Суперник Результат | Суперник Результат | Суперник Результат |            |
| ------------- | ---------- | --------------------------- | ---------------------------- | ------------------ | ------------------ | ------------------ | ---------- |
| Джордж Майна  | до 60 кг   | Сін Ин Чхоль (KOR) L RSC    | не пройшов                   | не пройшов         | не пройшов         | не пройшов         |            |
| Пітер Булінга | до 63,5 кг | Мохамед Аллалу (ALG) L 17-3 | не пройшов                   | не пройшов         | не пройшов         | не пройшов         |            |
| Еванс Ашіра   | до 67 кг   | Наріман Атаєв (UZB) L 15-10 | не пройшов                   | не пройшов         | не пройшов         | не пройшов         |            |
| Пітер Одіамбо | до 81 кг   | Пол Мбонго (CMR) L 15-6     | не пройшов                   | не пройшов         | не пройшов         | не пройшов         |            |
| Омар Ахмед    | до 91 кг   | bye                         | Девід Дефіагбон (CAN) L 15-4 | не пройшов         | не пройшов         | не пройшов         | не пройшов |

## Важка атлетика
| Спортсмен            | Категорія          | Ривок     | Ривок | Поштовх   | Поштовх | Разом | Місце |
| Спортсмен            | Категорія          | Результат | Місце | Результат | Місце   | Разом | Місце |
| -------------------- | ------------------ | --------- | ----- | --------- | ------- | ----- | ----- |
| Коллінс Окотньявалло | до 99 кг, чоловіки | 116       | 17    | 140       | 17      | 256   | 17    |

## Легка атлетика
Трекові та шосейні дисципліни
| Дональд Ончірі                                                        | 100 м, чоловіки                   | 10.66    | 74   | не пройшов   | не пройшов   | не пройшов | не пройшов | не пройшов        | не пройшов        |            |            |            |            |
| Джозеф Гіконьо                                                        | 200 м, чоловіки                   | 20.88    | 53   | не пройшов   | не пройшов   | не пройшов | не пройшов | не пройшов        | не пройшов        |            |            |            |            |
| Чарльз Гітонга                                                        | 400 м, чоловіки                   | 45.62    | 15 q | не стартував | не стартував | не пройшов | не пройшов | не пройшов        | не пройшов        |            |            |            |            |
| Самсон Кітур                                                          | 400 м, чоловіки                   | 45.39    | 6 Q  | 45.03        | 10 Q         | 45.17      | 9          | не пройшов        | не пройшов        | не пройшов | не пройшов |            |            |
| Кеннеді Очієнг                                                        | 400 м, чоловіки                   | 45.99    | 26 q | 45.72        | 24           | не пройшов | не пройшов | не пройшов        | не пройшов        | не пройшов | не пройшов |            |            |
| Філіп Кібіток                                                         | 800 м, чоловіки                   | 1:45.34  | 4 Q  | Н/Д          | Н/Д          | 1:45.58    | 10         | не пройшов        | не пройшов        | не пройшов | не пройшов | не пройшов | не пройшов |
| Девід Кіпту                                                           | 800 м, чоловіки                   | 1:45.11  | 1 Q  | Н/Д          | Н/Д          | 1:43.90    | 2 Q        | 1:44.19           | 6                 |            |            |            |            |
| Фред Онянча                                                           | 800 м, чоловіки                   | 1:46.07  | 13 Q | Н/Д          | Н/Д          | 1:44.02    | 6 q        | 1:42.79           | 3                 |            |            |            |            |
| Стівен Кіпкорір                                                       | 1500 м, чоловіки                  | 3:36.70  | 4 Q  | Н/Д          | Н/Д          | 3:35.29    | 8 Q        | 3:36.72           | 3                 |            |            |            |            |
| Лабан Ротіч                                                           | 1500 м, чоловіки                  | 3:35.88  | 1 Q  | Н/Д          | Н/Д          | 3:33.73    | 5 Q        | 3:37.39           | 4                 |            |            |            |            |
| Вільям Тануї                                                          | 1500 м, чоловіки                  | 3:37.72  | 11 Q | Н/Д          | Н/Д          | 3:33.57    | 4 Q        | 3:37.42           | 5                 |            |            |            |            |
| Пол Біток                                                             | 5000 м, чоловіки                  | 13:54.45 | 12 Q | Н/Д          | Н/Д          | 13:27.61   | 2 Q        | 13:08.16          | 2                 |            |            |            |            |
| Шем Корорія                                                           | 5000 м, чоловіки                  | 14:02.75 | 22 Q | Н/Д          | Н/Д          | 13:27.50   | 1 Q        | 13:14.63          | 9                 |            |            |            |            |
| Том Ньярікі                                                           | 5000 м, чоловіки                  | 13:51.47 | 3 Q  | Н/Д          | Н/Д          | 14:03.21   | 10 Q       | 13:12.29          | 5                 |            |            |            |            |
| Пол Коеч                                                              | 10000 м, чоловіки                 | 28:17.48 | 13 Q | Н/Д          | Н/Д          | Н/Д        | Н/Д        | 27:35.19          | 6                 |            |            |            |            |
| Джозефат Мачука                                                       | 10000 м, чоловіки                 | 28:14.27 | 12 Q | Н/Д          | Н/Д          | Н/Д        | Н/Д        | 27:35.08          | 5                 |            |            |            |            |
| Пол Тергат                                                            | 10000 м, чоловіки                 | 27:50.66 | 2 Q  | Н/Д          | Н/Д          | Н/Д        | Н/Д        | 27:08.17          | 2                 |            |            |            |            |
| Ламек Агута                                                           | марафон, чоловіки                 | Н/Д      | Н/Д  | Н/Д          | Н/Д          | Н/Д        | Н/Д        | 2:22:04           | 52                |            |            |            |            |
| Єзекіель Біток                                                        | марафон, чоловіки                 | Н/Д      | Н/Д  | Н/Д          | Н/Д          | Н/Д        | Н/Д        | 2:23:03           | 56                |            |            |            |            |
| Ерік Вайнайна                                                         | марафон, чоловіки                 | Н/Д      | Н/Д  | Н/Д          | Н/Д          | Н/Д        | Н/Д        | 2:12:44           | 3                 |            |            |            |            |
| Гідеон Бівотт                                                         | 400 м з бар'єрами, чоловіки       | 49.74    | 29   | Н/Д          | Н/Д          | не пройшов | не пройшов | не пройшов        | не пройшов        |            |            |            |            |
| Ерік Кетер                                                            | 400 м з бар'єрами, чоловіки       | 49.03    | 18   | Н/Д          | Н/Д          | не пройшов | не пройшов | не пройшов        | не пройшов        |            |            |            |            |
| Барнабас Кіньйор                                                      | 400 м з бар'єрами, чоловіки       | 49.82    | 31   | Н/Д          | Н/Д          | не пройшов | не пройшов | не пройшов        | не пройшов        |            |            |            |            |
| Меттью Бірір                                                          | 3000 м з перешкодами, чоловіки    | 8:27.09  | 2 Q  | Н/Д          | Н/Д          | 8:27.16    | 9 Q        | 8:17.18           | 4                 |            |            |            |            |
| Джозеф Кетер                                                          | 3000 м з перешкодами, чоловіки    | 8:30.23  | 7 Q  | Н/Д          | Н/Д          | 8:18.90    | 1 Q        | 8:07.12           |                   |            |            |            |            |
| Мозес Кіптануї                                                        | 3000 м з перешкодами, чоловіки    | 8:30.87  | 10 Q | Н/Д          | Н/Д          | 8:18.91    | 2 Q        | 8:08.33           |                   |            |            |            |            |
| Джуліус Чепквоні Саймон Кембої Самсон Кітур Кеннеді Очієнг Самсон Єго | естафета 4 × 400 метрів, чоловіки | 3:02.52  | 5 Q  | Н/Д          | Н/Д          | 3:01.73    | 5 Q        | не стартували     | не стартували     |            |            |            |            |
| Юстус Кавуланья                                                       | ходьба, 20 км, чоловіки           | Н/Д      | Н/Д  | Н/Д          | Н/Д          | Н/Д        | Н/Д        | 1:27:49           | 40                |            |            |            |            |
| Девід Кімутаї                                                         | ходьба, 20 км, чоловіки           | Н/Д      | Н/Д  | Н/Д          | Н/Д          | Н/Д        | Н/Д        | 1:25:01           | 23                |            |            |            |            |
| Джуліус Кіпкоеч Саве                                                  | ходьба, 20 км, чоловіки           | Н/Д      | Н/Д  | Н/Д          | Н/Д          | Н/Д        | Н/Д        | дискваліфікований | дискваліфікований |            |            |            |            |
| Наомі Муго                                                            | 1500 м, жінки                     | 4:13.35  | 18 Q | Н/Д          | Н/Д          | 4:20.01    | 22         | не пройшла        | не пройшла        |            |            |            |            |
| Лідія Черомеї                                                         | 5000 м, жінки                     | 15:49.85 | 27   | Н/Д          | Н/Д          | Н/Д        | Н/Д        | не пройшла        | не пройшла        |            |            |            |            |
| Роуз Черуйот                                                          | 5000 м, жінки                     | 15:26.87 | 15 q | Н/Д          | Н/Д          | Н/Д        | Н/Д        | 15:17.33          | 8                 |            |            |            |            |
| Паулін Конга                                                          | 5000 м, жінки                     | 15:07.01 | 1 Q  | Н/Д          | Н/Д          | Н/Д        | Н/Д        | 15:03.49          |                   |            |            |            |            |
| Саллі Барсосіо                                                        | 10000 м, жінки                    | 31:36.00 | 2 Q  | Н/Д          | Н/Д          | Н/Д        | Н/Д        | 31:53.38          | 10                |            |            |            |            |
| Тегла Лорупе                                                          | 10000 м, жінки                    | 32:28.73 | 16 Q | Н/Д          | Н/Д          | Н/Д        | Н/Д        | 31:23.22          | 6                 |            |            |            |            |
| Джойс Чепчумба                                                        | марафон, жінки                    | Н/Д      | Н/Д  | Н/Д          | Н/Д          | Н/Д        | Н/Д        | не фінішувала     | не фінішувала     |            |            |            |            |
| Селіна Чірчір                                                         | марафон, жінки                    | Н/Д      | Н/Д  | Н/Д          | Н/Д          | Н/Д        | Н/Д        | не фінішувала     | не фінішувала     |            |            |            |            |
| Ангелін Канана                                                        | марафон, жінки                    | Н/Д      | Н/Д  | Н/Д          | Н/Д          | Н/Д        | Н/Д        | 2:34:19           | 15                |            |            |            |            |

Польові дисципліни
| Спортсмен       | Дисципліна                  | Кваліфікація | Кваліфікація | Фінал      | Фінал      |
| Спортсмен       | Дисципліна                  | Результат    | Місце        | Результат  | Місце      |
| --------------- | --------------------------- | ------------ | ------------ | ---------- | ---------- |
| Реммі Лімо      | стрибки у довжину, чоловіки | 7.46         | 37           | не пройшов | не пройшов |
| Джейкоб Катонон | потрійний стрибок, чоловіки | 16.17        | 28           | не пройшов | не пройшов |

## Стрільба
| Спортсмен  | Дисципліна                       | Кваліфікація | Кваліфікація | Фінал      | Фінал      | Місце |
| Спортсмен  | Дисципліна                       | Результат    | Місце        | Результат  | Місце      | Місце |
| ---------- | -------------------------------- | ------------ | ------------ | ---------- | ---------- | ----- |
| Ануж Десаї | гвинтівка лежачи, 50 м, чоловіки | 586          | 49           | не пройшов | не пройшов | 49    |

## Стрільба з лука
| Спортсмен           | Дисципліна                       | Посів     | Посів | 1/64                              | 1/32               | 1/16               | Чвертьфінал        | Півфінал           | Фінал              | Фінал      |
| Спортсмен           | Дисципліна                       | Результат | Місце | Суперник Результат                | Суперник Результат | Суперник Результат | Суперник Результат | Суперник Результат | Суперник Результат | Місце      |
| ------------------- | -------------------------------- | --------- | ----- | --------------------------------- | ------------------ | ------------------ | ------------------ | ------------------ | ------------------ | ---------- |
| Домінік Джон Ребело | чоловіки, індивідуальна першість | 518       | 64    | Мікеле Франджіллі (ITA) L 142-166 | не пройшов         | не пройшов         | не пройшов         | не пройшов         | не пройшов         | не пройшов |
| Дженніфер бута      | жінки, індивідуальна першість    | 500       | 64    | Ліна Герасименко (UKR) L 126-156  | не пройшла         | не пройшла         | не пройшла         | не пройшла         | не пройшла         | не пройшла |